# Taiyō Sentai Sun Vulcan
Taiyō Sentai Sun Vulcan (太陽戦隊サンバルカン Taiyō Sentai San Barukan?) (traducido como Escuadrón Solar Sun Vulcan) es la quinta temporada de la franquicia Super Sentai Series, producida por Toei Company y emitida en TV Asahi del 7 de febrero de 1981 al 30 de enero de 1982, constando de 50 episodios. Es la primera temporada de Super Sentai que es secuela directa de la anterior temporada, Denshi Sentai Denjiman, y la primera temporada en no incluir a una mujer en el equipo principal siendo todos varones. El título que le dio Toei para su distribución internacional es simplemente Sun Vulcan.

## Argumento
La amenaza del Imperio de las Máquinas Black Magma hace que las Naciones Unidas establezcan el Escuadrón Solar. De las fuerzas de tierra, mar y aire de los Guardianes de la Paz Mundial (GWP) de las Naciones Unidas, el comandante Arashiyama reúne a tres especialistas para que se conviertan en Sun Vulcan. Al saberlo, Black Magma ataca la base de GWP, pero Sun Vulcan debuta a tiempo para salvarla. Hell Satán reza al Dios Solar Negro y es recompensado con la resurrección de la Reina Hedrian, ahora un cyborg de corazón mecánico.

## Personajes

### Guardianes de la Paz Mundial (GWP)
La rama japonesa de GWP es el cuartel general secreto de Sun Vulcan, oculto en el Snack Safari y un Safari Park como tapadera.

#### Sun Vulcan
Es el nombre del escuadrón de los Guardianes de la Paz Mundial: son el primer y único equipo de Super Sentai en el que todos los miembros son hombres. 
- Ryusuke Ōwashi (大鷲 龍介 Ōwashi Ryūsuke?)/Vul Eagle I (初代バルイーグル Shodai Baru Īguru?): Un oficial aéreo de la GWP cuya habilidad le convirtió en el mejor piloto de la organización.
- Takayuki Hiba (飛羽 高之 Hiba Takayuki?)/Vul Eagle II (二代目バルイーグル Nidaime Baru Īguru?): Colega de Ōwashi y maestro en kendo. Sustituye a Ryusuke cuando este se marcha a la NASA.
- Kin'ya Samejima (鮫島 欣也 Samejima Kin'ya?)/Vul Shark (バルシャーク Baru Shāku?): Un oficial de mar de la GWP que también es oceanógrafo. Pasó la mayor parte de su infancia en África. Al perder a sus padres y hermano pequeño durante un altercado, el odio de Samejima hacia cualquier tipo de violencia le impulsó a presentarse como voluntario al proyecto Sun Vulcan.
- Asao Hyō (豹 朝夫 Hyō Asao?)/Vul Panther (バルパンサー Baru Pansā?): Un oficial de tierra de GWP que puede escalar cualquier superficie. A pesar de su coraje en batalla, padece cinofobia.

### Aliados
- Daizaburo Arashiyama (嵐山 大三郎 Arashiyama Daizaburō?): Comandante del GWP. Es un experto en robótica que diseñó el equipo mecha. También es el dueño del restaurante Snack Safari, y cuida de los animales del zoológico situado encima de la base Sun Vulcan.
- Misa Arashiyama (嵐山 美佐 Arashiyama Misa?): La hija del comandante, que le sirve de secretaria. En el episodio 29 ella se transforma en White Rose Mask.(白バラ仮面, Shiro Bara Kamen).
- CC (シーシー Shīshī?): Un perro inteligente que cuidan los Arashiyama, a quien Misa entrenó para hablar japonés con fluidez.

### Arsenal
- Vulcan Brace (バルカンブレス Barukan Buresu?): Dispositivo de transformación de Sun Vulcan. La clave de transformación es "¡Sun Vulcan!" (o el nombre de clave para cada uno).
- Vulcan Stick (バルカンスティック Barukan Sutikku?): El arma estándar de todos los Sun Vulcan.
- Vulcan Ball (バルカンボール Barukan Bōru?): Una bomba con forma de pelota de voleibol. Se la van pasando unos a otros hasta que la lanzan contra el objetivo. Posteriormente fue actualizada a su versión New Vulcan Ball, con forma de pelota de rugby.
- Sand Vulcan (サンドバルカン Sando Barukan?): El automóvil de Vul Eagle (un British Leyland Moke).
- Shark Machine (シャークマシーン Shaaku Mashiin?): La motocicleta azul de Vul Shark.
- Panther Machine (パンサーマシーン Pansaa Mashiin?): La motocicleta verde de Vul Panther.

### Mechas
- Sun Vulcan Robo (サンバルカンロボ San Barukan Robo?): El primer robot transformable del Sentai, y también el primero que habla al gritar los nombres de las técnicas de ataque. Cosmo Vulcan y Bull Vulcan se combinan cuando se les da el comando "¡Combinación! ¡Gran Cruz!" (合体グランドクロス Gattai Gurando Kurosu?).
  - Cosmo Vulcan (コスモバルカン Kosumo Barukan?): Un jet que pilota Vul Eagle. Forma la cabeza, el tronco y la parte superior de los brazos de Sun Vulcan Robo.
  - Bull Vulcan (ブルバルカン Buru Barukan?): Un vehículo con forma de bulldozer, con dos cabinas, una para la parte derecha y otra para la parte izquierda. Lo pilotan Vul Shark y Vul Panther. Forma las piernas y la parte inferior de los brazos de Sun Vulcan Robo.
- Jaguar Vulcan (ジャガーバルカン Jagā Barukan?): Una fortaleza voladora. Sus mandíbulas se abren para dejar salir los componentes del Sun Vulcan Robo.

### Imperio de las Máquinas Black Magma
El Imperio de las Máquinas Black Magma (機械帝国ブラックマグマ Kikai Teikoku Burakku Maguma?) es una organización asentada en el Castillo de Garra de Hierro, en el Polo Norte, que adora al Dios Solar Negro. Pretenden que sus mecahumanos gobiernen el mundo, y su tecnología es lo suficientemente avanzada para causar desastres naturales e incidentes globales. Sin embargo, Black Magma se enfoca en Japón para obtener la suficiente energía geotérmica que hay allí y que necesitan para alimentar su arsenal.
- El Dios Omnipotente (全能の神 Zennō no Kami?): El verdadero líder de Black Magma, conocido como el Dios Solar Negro y que da pistas de estar conectado con las civilizaciones Inca y Maya. Normalmente se comunica con Hell Satan a través de un ídolo.
- Führer Hell Satan (ヘルサターン総統 Heru Satān Sōtō?): Aunque gobierna Black Magma, en realidad es un sirviente del Dios Omnipotente.
- Reina Hedrian (ヘドリアン女王 Hedorian Joō?): Antiguamente la líder del Clan Vader, el Dios Omnipotente encontró su cuerpo congelado en el Polo Norte, y la revivió como un cyborg con corazón mecánico. Así, en lugar de buscar venganza de sus compañeros Vader, Hedrian está obligada a servir a Black Magma.
- Zero Girls (ゼロガールズ Zero Gāruzu?): Un cuarteto de mujeres espías numeradas del 01 al 04. La 02 está armada con cartas, la 03 con espadas gemelas, y la 04 con yo-yos.
  - Zero Girl 01 (ゼロガール01 Zero Gāru 01?): Una miembro de las Zero Girls vestida de rojo que funciona como comandante de campo en activo, armada con cuchillos arrojadizos. Muere en el episodio 22, cuando explota la cueva donde Black Magma estaba realizando su operación, producto del ataque de la grúa del Jaguar Vulcan.
- Amazon Killer (アマゾンキラー Amazon Kirā?): Una comandante de Vader que llegó del espacio y sólo responde ante Hedrian. Sustituye a Zero Girl 01 tras su muerte.
- Inazuma Ginga (イナズマギンガー Inazuma Gingā?): Un pirata espacial conocido como el "El invencible hombre galáctico eléctrico" (銀河無敵の電気男 Ginga Muteki no Denki Otoko?), que es perseguido por la Policía Galáctica.
- Dark Q (ダークQ Dāku Kyū?): Una serie de espías mecánicos que usa Hell Satan para infiltraciones y asesinatos, que son más fuertes que un humano normal. Construidos cuidadosamente, los mecanoides son puestos a prueba con tortuosos combates, y los supervivientes son marcados como Dark Q. Deben tener éxito en sus misiones o serán destruidos si fracasan.
- Machinemen (マシンマン Mashinman?): Son los soldados androides de campo, de color negro con la insignia roja de Black Magma en la cara.

## Episodios
1. El Imperio de las Máquinas del Polo Norte (北極の機械帝国 Hokkyoku no Kikai Teikoku?)
2. El día que la raza humana termina (人類が消滅する日 Jinrui ga Shōmetsu Suru Hi?)
3. Garra de Hierro desafía a Japón (日本に挑む鉄の爪 Nihon ni Idomu Tetsu no Tsume?)
4. El chico, el trabajo de detective y el espía (少年探偵とスパイ Shōnen Tantei to Supai?)
5. El Dios del Sol retorcido (邪悪な太陽神 Jāku na Taiyōshin?)
6. La casa gobernada por máquinas (機械の支配する家 Kikai no Shihai Suru Ie?)
7. Bestia, golpe y lágrimas (野獣バッターと涙 Yajū Battā to Namida?)
8. El padre canta una canción de diligencia (父が歌う手まり唄 Chichi ga Utau Temari Uta?)
9. Papá se ha convertido en monstruo (怪物になったパパ Kaibutsu ni Natta Papa?)
10. La emboscada de la mansión de la araña venenosa (待ちぶせ毒ぐも館 Machibuse Doku-gumo Yakata?)
11. La chica mecha de la tristeza (哀しみのメカ少女 Kanashimi no Meka Shōjo?)
12. La reina que come diamantes (ダイヤを食う女王 Daiya o Kū Joō?)
13. La bola negra viviente (生命を持つ黒い玉 Seimei o Motsu Kuroi Tama?)
14. El día que la Tierra se rinde (地球が降伏する日 Chikyū ga Kōfuku Suru Hi?)
15. La danza de codicia de la reina (女王の欲ばり踊り Joō no Yokubari Odori?)
16. Un demonio gobierna el patio del recreo (悪魔が校庭を走る Akuma ga Kōtei o Hashiru?)
17. ¡Historia de fantasmas! El valle de los goblins (怪談！お化けの谷 Kaidan! Obake no Tani?)
18. La sorprendente gran estrella (びっくり大スター Bikkuri Dai Sutā?)
19. El peligroso chico de 100 puntos (危険な100点少年 Kiken na Hyakuten Shōnen?)
20. La trampa del boxeador máquina (機械レスラーの罠 Kikai Resurā no Wana?)
21. El amor que trajo la brisa del mar (潮風がはこぶ愛 Shiokaze ga Hakobu Ai?)
22. ¡El gran pánico de Tokio! (東京大パニック！ Tōkyō Dai Panikku!?)
23. La comandante de la guarida de la galaxia (銀河魔境の女隊長 Ginga Makkyō no Onna Taichō?)
24. El Nessie de Hamanako (浜名湖のネッシー Hamanako no Nesshī?)
25. El agujero de la impactante serpiente marina (ドッキリ海蛇の穴 Dokkiri Umihebi no Ana?)
26. La cocina que llena de hambre (ハラペコ満腹料理 Harapeko Manpuku Ryōri?)
27. El gran miedo de una noche de verano (真夏の夜の大恐怖 Manatsu no Yoru no Dai Kyōfu?)
28. ¿Es Sukehachi amigo o enemigo? (助八は敵か味方か Sukehachi wa Teki ka Mikata ka?)
29. El hermoso espadachín, White Rose Mask (美剣士白バラ仮面 Bikenshi Shiro Bara Kamen?)
30. El sueño del gran motín del monstruo gigante (大暴れ夢の大怪獣 Ōabare Yume no Daikaijū?)
31. El gran Ondo de entumecimiento de Tokio (大東京シビレ音頭 Dai Tōkyō Shibire Ondo?)
32. Detened al ladrón de rostros (顔泥棒を逮捕せよ Kao Dorobō o Taiho Seyo?)
33. El odioso ladrón con estilo (憎いおしゃれ泥棒 Nikui Oshare Dorobō?)
34. La muerte malditaThe Cursed Dead (呪われた亡霊たち Norowareta Bōrei Tachi?)
35. ¿¡Amigos!? La Cucaracha (友達！？クカラッチャ Tomodachi!? Kukaratcha?)
36. El Esper (エスパー Esupā?)
37. ¡Himiko! (日見子よ Himiko yo?)
38. El padre y señor de Asao Hyō (豹朝夫のおやじ殿 Hyō Asao no Oyaji Dono?)
39. Cayendo en su trasero, la hija poco femenina (尻もちおてんば娘 Shirimochi Otenba Musume?)
40. El angel asesino del mejor amigo (なかよし暗殺天使 Nakayoshi Ansatsu Tenshi?)
41. Siete perros mapaches Doronpa que cambian (七化けドロンパ狸 Nana Bake Doronpa Tanuki?)
42. Ensoñaciones de chicos que se quedan dormidos (寝坊少年の白昼夢 Nebō Shōnen no Hakuchūmu?)
43. Tú también puedes hacerte un genio (君も天才になれる Kimi mo Tensai ni Nareru?)
44. La gran escapada: la explosión Heli (大脱走・ヘリ爆破 Dai Dassō: Heri Bakuha?)
45. El invencible hombre eléctrico de la galaxia (銀河無敵の電気男 Ginga Muteki no Denki Otoko?)
46. El plan secreto de la comandante (女隊長の（秘）作戦 Onna Taichō no Maruhi Sakusen?)
47. La rebelión del Imperio de las Máquinas (機械帝国の反乱 Kikai Teikoku no Hanran?)
48. La nave transportadora gigante ha sido robada (奪われた巨大空母 Ubawareta Kyodai Kūbo?)
49. La última aparición artística de la Reina (女王最期の妖魔術 Joō Saigo no Yōmajutsu?)
50. Brilla, aurora del Polo Norte (輝け北極オーロラ Kagayake Hokkyoku Ōrora?)

### Película
- Taiyō Sentai Sun Vulcan (太陽戦隊サンバルカン Taiyō Sentai San Barukan?): Estrenada el 18 de julio de 1981.

## Reparto
- Ryusuke Ōwashi: Ryūsuke Kawasaki
- Takayuki Hiba: Takayuki Godai
- Kin'ya Samejima: Kin'ya Sugi
- Asao Hyō: Asao Kobayashi
- Daizaburo Arashiyama: Shin Kishida
- Misa Arashiyama: Yumi Nemoto
- CC: Kotoe Taichi
- Dios Omnipotente: Hidekatsu Shibata
- Führer Hell Satán: Shōzō Iizuka
- Reina Hedrian: Machiko Soga
- Zero One: Kitagawa Takako
- Zero Two: Hikashi Mariko
- Zero Three: Udagawa Yuki
- Zero Four: Takashima Toshiko (episodios 1-4) y Hiro Kyoko (episodios 5-50)
- Amazon Killer: Yukie Kagawa
- Inazuma Gingar: Takeshi Watabe
- Narrador: Tōru Ōhira

## Temas musicales

### Tema de apertura
- Taiyo Sentai Sun Vulcan (太陽戦隊サンバルカン Taiyō Sentai Sanbarukan?)
  - Letra: Keisuke Yamakawa
  - Música: Michiaki Watanabe
  - Intérpretes: Akira Kushida y Koorogi '73

### Temas de cierre
- Wakasa wa Plasma (若さはプラズマ Wakasa wa Purazuma?, La juventud es el plasma)
  - Letra: Keisuke Yamakawa
  - Música: Michiaki Watanabe
  - Intérprete: Akira Kushida y Koorogi '73

- Ichi tasu Ni tasu Sun Vulcan (1たす2たすサンバルカン Ichi tasu Ni tasu Sanbarukan?, Uno más dos más Sun Vulcan)[Notas 2]
  - Letra: Keisuke Yamakawa
  - Música: Michiaki Watanabe
  - Intérprete: Akira Kushida y Columbia Yurikago-Kai